# Alfabeto lógico
El alfabeto lógico , también llamado Alfabeto Lógico X-stem (XLA), constituye un conjunto icónico de símbolos lógicos booleanos que representan sistemáticamente dieciséis posibles funciones de verdad binarias de la lógica . El alfabeto lógico fue desarrollado por Shea Zellweger. El énfasis principal de su icónico "alfabeto lógico" es proporcionar una notación cognitivamente más ergonómica para la lógica. El sistema visualmente icónico de Zellweger revela más fácilmente, para principiantes y profesionales, las relaciones de simetría subyacentes y las propiedades geométricas de los dieciséis conectores binarios dentro del álgebra booleana.

## Breve historia
A lo largo del siglo XX, diversos autores propusieron notaciones para los conectivos proposicionales binarios. La primera de ellas fue la que diseñó en 1902 el científico y filósofo norteamericano Charles S. Peirce. Posteriormente aparecieron muchas otras que pueden clasificarse en alfabéticas, que emplean las letras del alfabeto común u otros signos convencionales, y por otro lado las geométricas que, como la de Peirce, representan cada conectivo mediante un dibujo que procura simplificar la definición del mismo.
La única notación que combina de manera armoniosa estas dos cualidades, alfabética y geométrica, es la propuesta por el norteamericano Shea Zellweger en el 1953, tiempo que su autor ha dedicado a investigaciones profundas y progresivas sobre este sistema de signos y sobre el simbolismo en general.

## Funciones de la verdad
Las funciones de la verdad son las funciones de las secuencias de valores lógicos, en donde nos encontramos con varios tipos de funciones, en las cuales con encontramos por ejemplo con la unitaria (primer grado), la binaria(segundo grado) y ternaria(tercer grado), y así sucesivamente.
- Función de verdad unitaria, tiene un único valor de verdad y lo asigna a otro valor de verdad. En el caso unitario, hay dos entradas posibles, T y F , y por lo tanto cuatro posibles funciones de verdad unitarias: una función de T a T y F a F , otra función de T a F y F a F , otra función de T a T y F a V , y finalmente, otra función de V a F y F a T , este último correspondiente a la operación de negación lógica. A continuación, veremos las cuatro funciones de verdad unitarias representadas en una tabla de la siguiente manera.

| p | p | F | T | ¬p |
| - | - | - | - | -- |
| T | T | F | T | F  |
| F | F | F | T | T  |

- Función de verdad binaria, son las funciones que asignan a unos pares ordenados de valores de verdad a valores de verdad, hay cuatro entradas posibles, a saber. ( T , T), ( T , F ), ( F , T ) y ( F , F ), produciendo así dieciséis posibles funciones de verdad binarias. En términos generales, para cualquier número n , hay {\displaystyle 2^{2^{n}}}posibles funciones de verdad n-aria. Dieciséis posibles funciones de verdad binarias se enumeran en la tabla a continuación.

| p | q | T | NAND | → | ¬p | ← | ¬q | ↔ | NOR | OR | XOR | q | ¬← | p | ¬→ | AND | F |
| - | - | - | ---- | - | -- | - | -- | - | --- | -- | --- | - | -- | - | -- | --- | - |
| T | T | T | F    | T | F  | T | F  | T | F   | T  | F   | T | F  | T | F  | T   | F |
| T | F | T | T    | F | F  | T | T  | F | F   | T  | T   | F | F  | T | T  | F   | F |
| F | T | T | T    | T | T  | F | F  | F | F   | T  | T   | T | T  | F | F  | F   | F |
| F | F | T | T    | T | T  | T | T  | T | T   | F  | F   | F | F  | F | F  | F   | F |

- Función de verdad ternaria asigna valores de verdad triples a valores de verdad.

## Significado
El interés del alfabeto lógico radica en sus cualidades estéticas , simétricas y geométricas. Estas cualidades se combinan para permitir que un individuo manipule más fácil, rápida y visualmente las relaciones entre tablas de verdad completas. Una operación lógica realizada en un conectivo de alfabeto lógico bidimensional, con sus cualidades geométricas, produce una transformación de simetría. Cuando ocurre una transformación de simetría. Cuando ocurre una transformación de simetría, cada símbolo de entrada cambia inmediatamente al símbolo de salida correcto. Por ejemplo, al reflejar el símbolo de NAND ('h') a través del eje vertical, producimos el símbolo de ←, mientras que al reflejarlo a través del eje horizontal, producimos el símbolo de →, y al reflejarlo a través de los ejes horizontal y vertical, producimos el símbolo para ∨ (OR) . Se pueden obtener transformaciones de simetría similares operando sobre los otros símbolos.
De hecho, en el alfabeto lógico X-stem se deriva de tres disciplinas que se han apilado y combinado: (1) matemáticas, (2) lógica y (3) semiótica. Esto sucede porque, de acuerdo con la semiótica matemática, los conectivos se han diseñado a medida en forma de letras geométricas que sirven como réplicas icónicas de sus correspondientes tablas de verdad. La lógica no puede hacerlo sola. La lógica se encuentra entre las matemáticas y la semiótica. De hecho, Zellweger ha construido estructuras intrigantes que involucran los símbolos del alfabeto lógico sobre la base de estas simetrías ( ). El considerable atractivo estético del alfabeto lógico ha llevado a exhibiciones de la obra de Zellweger en el Museo de Tecnología Jurásica en Los Ángeles, entre otros lugares.
El valor del alfabeto lógico reside en su uso como una herramienta educativa visualmente más simple que el sistema tradicional para la notación lógica. El alfabeto lógico facilita la introducción a los fundamentos de la lógica, especialmente para los niños, en las etapas más tempranas del desarrollo cognitivo. Debido a que el sistema de notación lógica, en su uso actual, está tan profundamente arraigado en nuestra cultura informática, la adopción del alfabeto lógico y el valor del campo de la lógica en este momento, es cuestionable. Además, los sistemas de deducción natural , por ejemplo, generalmente requieren reglas de introducción y eliminación para cada conectivo, lo que significa que el uso de los dieciséis conectores binarios resultaría en una prueba altamente compleja del sistema. Varios subconjuntos de los dieciséis conectivos binarios (por ejemplo, {∨, &, →, ~}, {∨, ~}, {&, ~}, {→, ~}) son funcionalmente completos en sí mismos , ya que son suficientes para definir el resto conectivos De hecho, tanto NAND como NOR son operadores funcionalmente completos, lo que significa que los conectivos restantes se pueden definir únicamente con una combinación de cualquiera de ellos. No obstante, las formas geométricas bidimensionales de las letras del alfabeto lógico junto con sus propiedades de simetría, pueden ayudar a facilitar la curva de aprendizaje tanto para niños como para adultos, ya que se familiarizan con las interrelaciones y operaciones en los 16 conectivos binarios. Darles a los niños y estudiantes esta ventaja es una ganancia.

## Álgebra
Con los números enteros son estudiadas cuatro operaciones básicas: adición (+), sustracción (-), multiplicación (×) y división (÷). De manera similar, con el Alfabeto Lógico el mismo. Shea Zellweger propone las operaciones lógicas: R1, R2, R3 y R4.
A continuación se definen las cuatro operaciones mencionadas. Aquí “∗” es un conectivo binario cualquiera que relaciona dos proposiciones A y B, mientras “∼” denota la negación.
- R1(A ∗ B)= (∼A) ∗ B
- R2(A ∗ B) = A (∼ ∗) B
- R3(A ∗ B) = A ∗ (∼B)
- R4(A ∗ B) = B ∗ A

Al aplicar cualquiera de las cuatro operaciones a una fórmula A ∗ B, el resultado obtenido es la tabla de verdad de uno de los 16 conectivos binarios (Véase Alfabeto lógico, sección contenidos).

## Geometría
Uno de los aportes de Shea Zellweger en su larga investigación alrededor del Alfabeto Lógico es la construcción de modelos físicos para el sistema de signos. Elaboró modelos unidimensionales, bidimensionales y tridimensionales, cuyos movimientos rígidos revelan simetrías en el sistema de los conectivos binarios. Zellweger insiste en que todos estos modelos son proyecciones de modelos en cuatro dimensiones, y de esta manera la lógica se conecta con la geometría en la búsqueda de la verdad científica.
Uno de los modelos geométricos de Zellweger consiste en una proyección en el espacio del hipercubo o cubo de cuatro dimensiones. Esto justifica estudiar este hipercubo para aplicarlo al sistema de los conectivos proposicionales binarios.

## Proyecciones
Asimismo se estudió una serie de proyecciones, tanto ortogonales como no ortogonales. Las primeras establecen una representación gráfica que se ajusta a las características propias del diseño en los modelos físicos. Esto sucede en particular en el caso del Poliedro lógico que tiene la misma simetría de su figura envolvente, el rombododecaedro, cuyos movimientos rígidos a su vez son los mismos del cubo de dimensión 3. De estos 48 movimientos, 16 corresponden a las operaciones lógicas vistas en el sistema de los conectivos proposicionales binarios. Queda aún abierto el problema de dar una interpretación lógica a los otros 32 movimientos del poliedro.
Por otro lado, el problema de este modelo se concentra en los conectivos “centrales” S y Z, pues en todos los movimientos rígidos del Poliedro lógico permanecen ambos en el centro del modelo, luego es imposible saber si cierto movimiento los intercambia o los deja invariantes. Esto justifica la necesidad de proponer un mejor modelo donde todos los conectivos ocupan lugares diferentes.